# Корина, Корина
„Корина, Корина“ (на английски: Corrina, Corrina) е американски игрален филм от 1994 г., развит през 1959 г. за вдовец (Рей Лиота), който наема бавачка (Упи Голдбърг) за да се грижи да неговата дъщеря (Тина Маджорино). Написан и режисиран от Джеси Нелсън, в нейния пълнометражен режисьорски дебют. Това е последния филм, в който Дон Амичи е участвал, той умира кратко след като снимачния процес е приключил.

## Актьорски състав
| Актьор         | Роля              |
| -------------- | ----------------- |
| Упи Голдбърг   | Корина Уошингтън  |
| Рей Лиота      | Мани Сингър       |
| Тина Маджорино | Моли Сингър       |
| Дженифър Люис  | Джевина Уошингтън |
| Лари Милър     | Сид               |
| Джоан Кюсак    | Джонеси           |
| Уенди Крюсън   | Джени Дейвис      |
| Дон Амичи      | Хари Сингър       |
| Ерика Йон      | Ева Сингър        |
| Линет Уолдън   | Ани Сингър        |
| Брет Спинър    | Брент Уидърспун   |

## В България
В България филмът е издаден на VHS от Мулти Видео Център през 1995 г.
На 25 декември 2000 г. е излъчен за първи път по Канал 1.
На 17 септември 2009 г. е излъчен за втори път по PRO.BG.
На 11 юли 2020 г. е излъчен и по FOX Life.
Дублажи
| Озвучаващи артисти  | Даринка Митова Весела Хаджиниколова Десислава Кръстева Златко Павлов Николай Пърлев |
| Превод              | Валя Георгиева                                                                      |
| Тонрежисьор         | Петър Макавеев                                                                      |
| Режисьор на дублажа | Тодор Георгиев                                                                      |

| Преводач            | Кала Колева                                                                      |
| Редактор            | Милена Павлова                                                                   |
| Тонрежисьор         | Надежда Боянова                                                                  |
| Режисьор на дублажа | Чавдар Монов                                                                     |
| Озвучаващи артисти  | Радосвета Василева Росица Александрова Ивет Лазарова Борис Кашев Димитър Ангелов |